# 奧林匹亞赫拉神廟

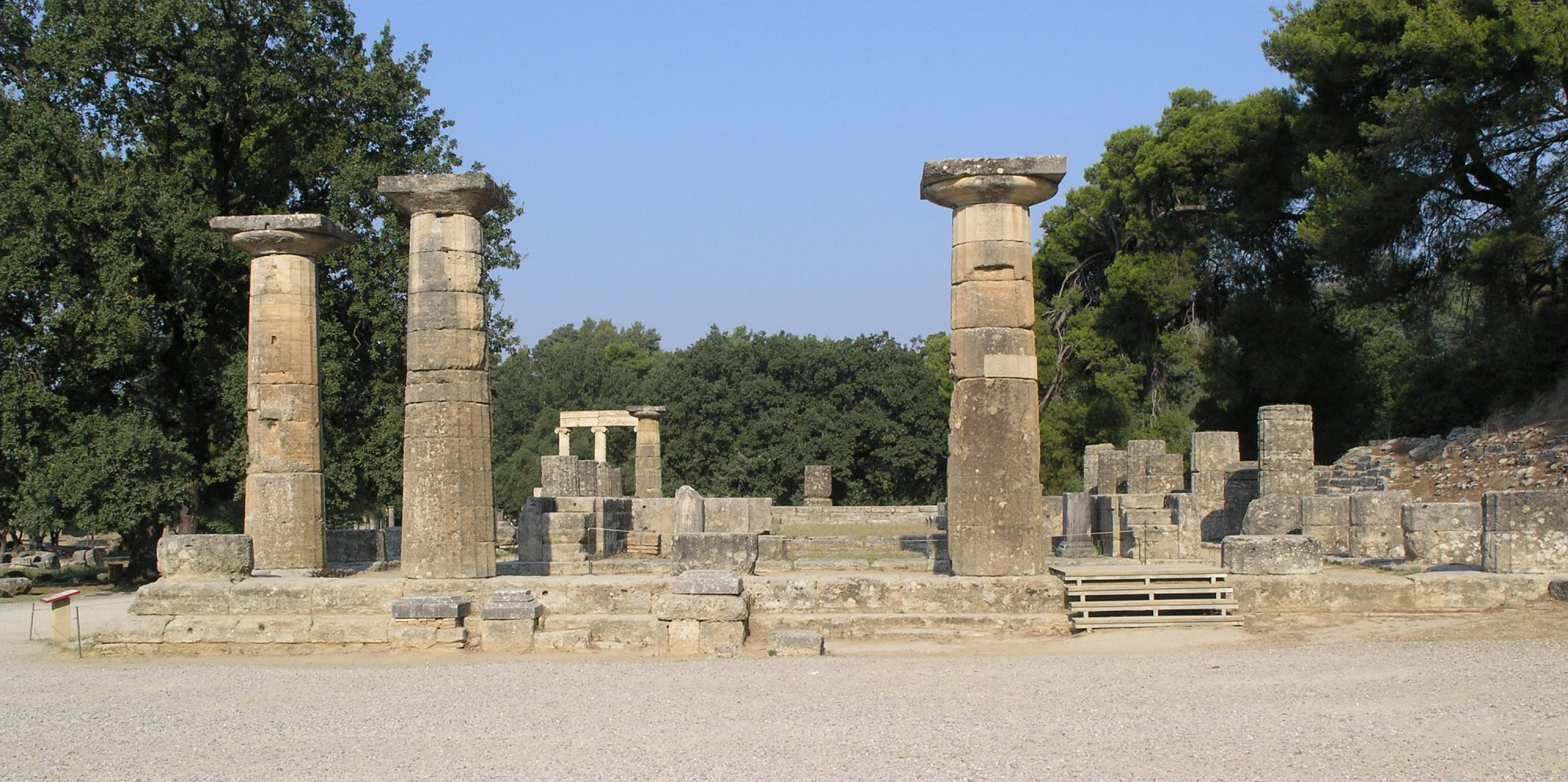
經過修復的神廟遺跡

赫拉神廟（Temple of Hera）是一座古希臘神廟遺跡，位於奧林匹亞。這座神廟奉獻給希臘神話中的女神赫拉，是奧林匹亞最古老的神廟。赫拉神廟最初同時獻給赫拉和宙斯，但後來宙斯有了單獨的神廟。奧林匹克聖火在這座神廟點燃。神廟約修建於西元前530年，但在西元前4世紀初期因地震被毀。